# Затрапезная одежда
Затрапезная одежда — дешёвая некрасивая безвкусная одежда.

## История возникновения термина
Понятие восходит к фамилии купцов Затрапезновых, основатели которой принадлежали к гостиной сотне, держателей полотняной мануфактуры в начале 18 столетия в Ярославле. Мануфактура вырабатывала сукно, идущее на скатерти, салфетки, полотенца, саржу, волнистое полотно, фламское полотно и т. д., а ещё дешёвую грубоватую льняную или пеньковую ткань, большей частью с синими полосами — эту ткань, пользующуюся у бедного простого люда большим спросом, по фамилии купеческой семьи в народе прозвали затрапезом, затрапезой, затрапезником. Такое же название получила одежда из этой ткани — обычно это были рабочие костюмы, домашние самые простые бытовые носильные вещи.
Затрапезновы были богатыми купцами, их мануфактура обслуживала не только Ярославль, но и другие города России. Прижилось и народное название их тканям.
Мануфактура ныне переросла в фабрику «Красный Перекоп».

## Современное значение
Постепенно слово затрапеза утратило своё первоначальное значение, забылась его этимология. Мануфактура купцов Затрапезновых противопоставлялась дорогим тканям, шедшим на наряды для выходов. Слово всё больше стало употребляться для обозначения не ткани, а грубой одежды, получив оскорбительный смысл. Быть затрапезно одетым — быть одетым в плохую одежду; сюда относится любая плохая одежда: грубая, бедная, нищая, старая, немодная, неряшливая, некрасивая, грязная и т. д. Слово обрело смысл общего нищенства, убогости, неопрятности, а также безвкусиц; иметь затрапезный вид в современном употреблении может не только одежда, слово стало употребляться в других значениях: неубранная квартира, небогатая обстановка и т. д.